# Anisodes castraria
Anisodes castraria là một loài bướm đêm trong họ Geometridae.